# Renate Götschl

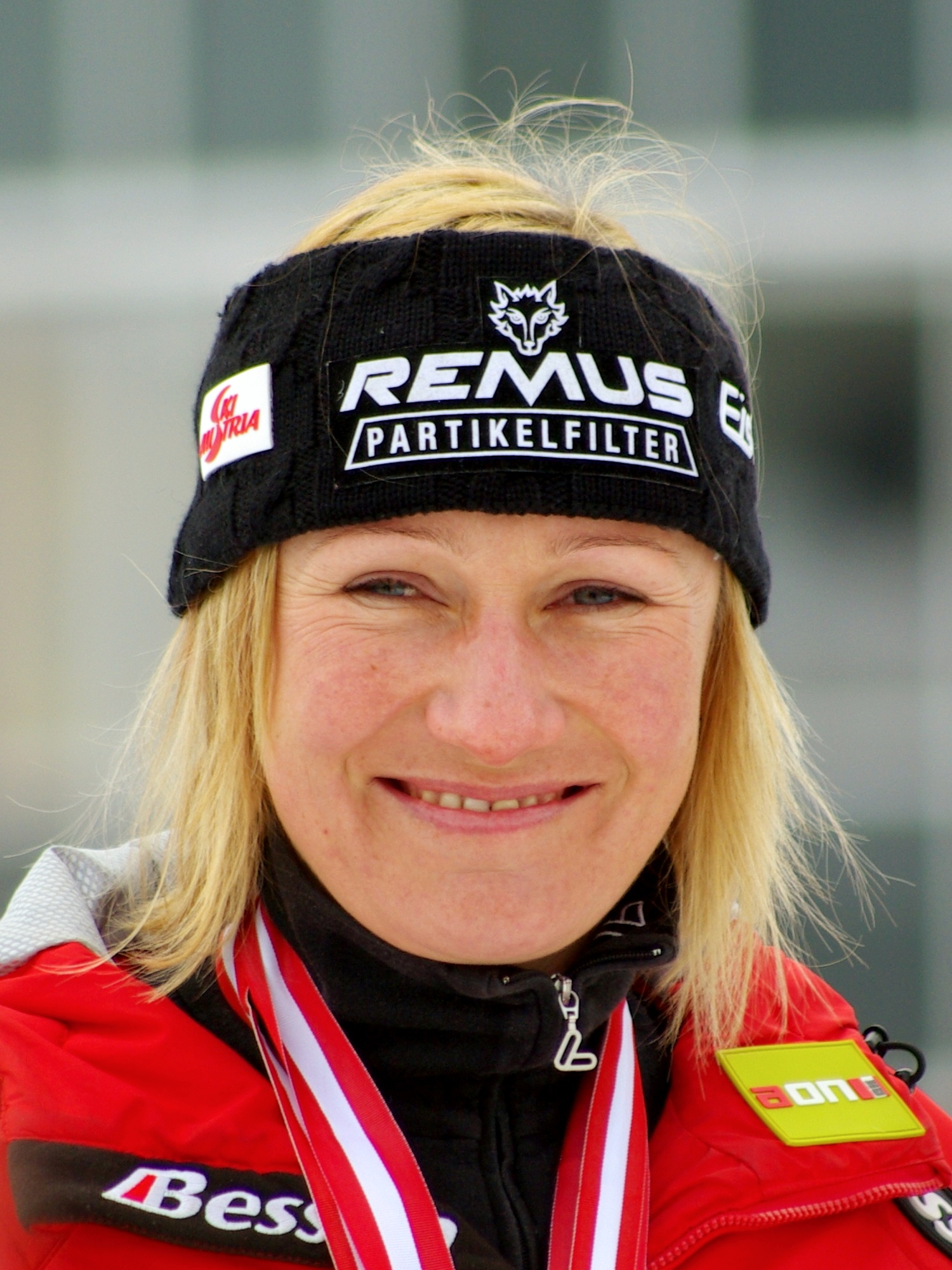
Renate Götschl

Renate Götschl (Judenburg, 6 augustus 1975) is een Oostenrijks alpineskiester.

## Palmares

### Olympische winterspelen
- Salt Lake City (2002)
  - Zilveren medaille in de combinatie
  - Bronzen medaille in de afdaling

### Wereldkampioenschap
- Sestriere (1997)
  - Gouden medaille in de afdaling
- Vail (1999)
  - Gouden medaille in de afdaling
  - Zilveren medaille in de super G
  - Zilveren medaille in de combinatie
- Sankt-Anton (2001)
  - Zilveren medaille in de afdaling
- Bormio (2005)
  - Zilveren medaille met het nationale team (Oostenrijk)
  - Bronzen medaille in de afdaling
- Aare (2007)
  - Gouden medaille in het ploegenkampioenschap
  - Bronzen medaille in de super G

- Bibsys: 13005904
- Gemeinsame Normdatei: 1012885232
- International Standard Name Identifier: 0000 0001 2059 3163
- Virtual International Authority File: 171569612
- WorldCat: E39PBJxCyPQ8pyRq3QtJTBxhpP